# 斯泰齊夫卡 (切爾卡瑟區)
49°2′26″N 32°46′10″E / 49.04056°N 32.76944°E

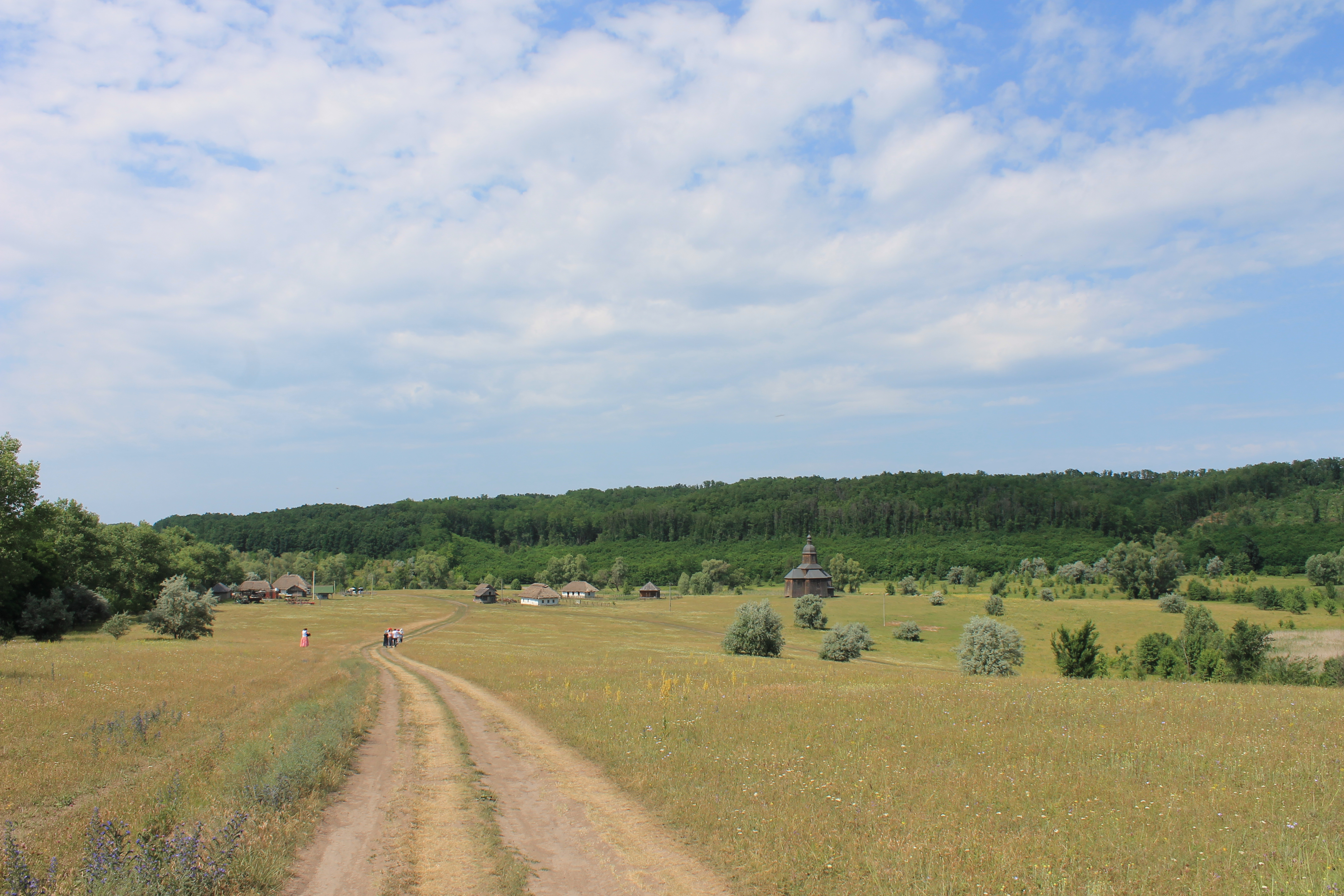

斯泰齊夫卡（羅馬化：Stetsivka）是位於烏克蘭中部切爾卡瑟州切爾卡瑟區奇希林市鎮的村莊。該村始建於十七世紀，面積74平方公里，海拔高度134米，2023年人口1,034。